# Numerele de înmatriculare auto în Țările de Jos

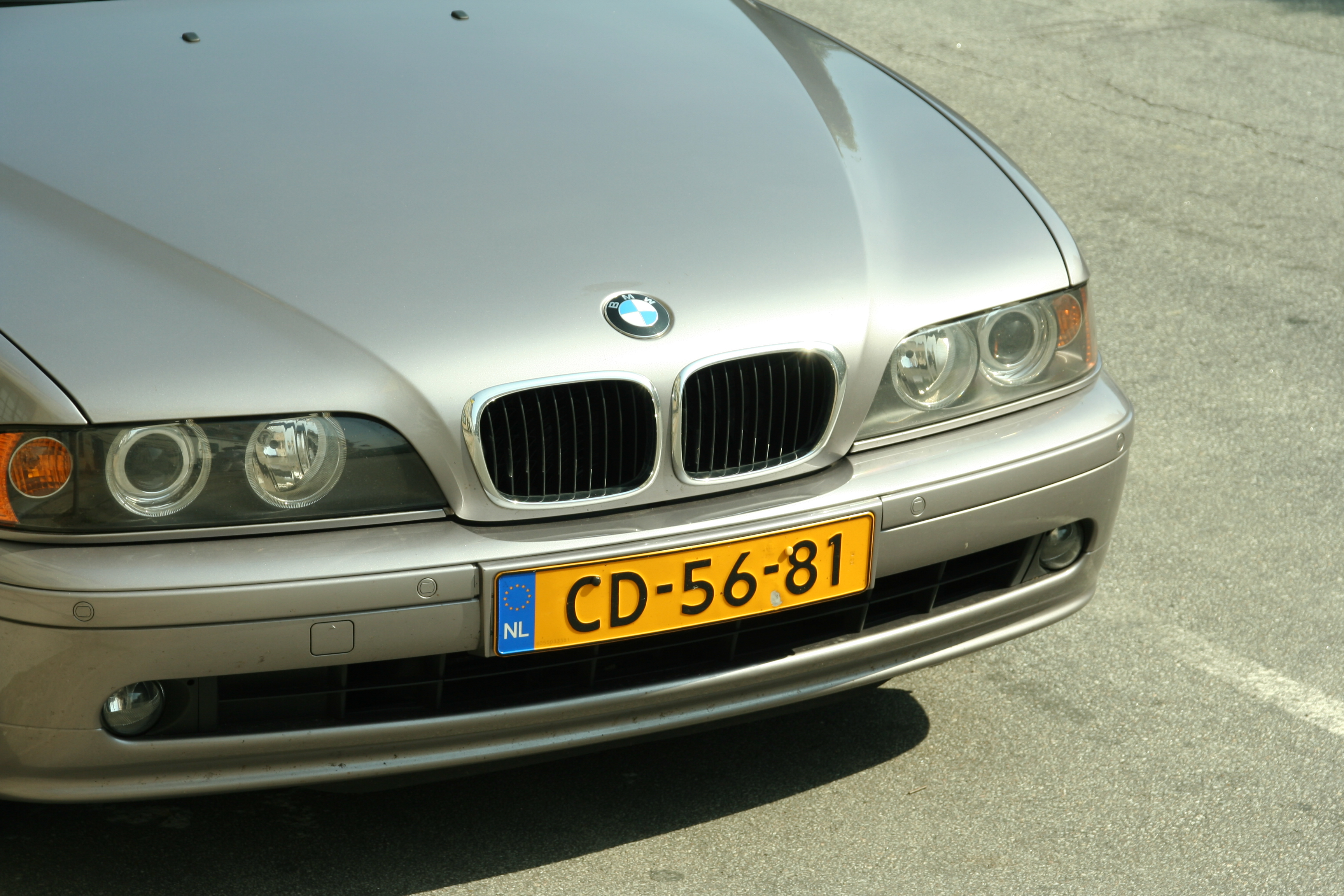
Număr de înmatriculare neerlandez al Corpului Diplomatic

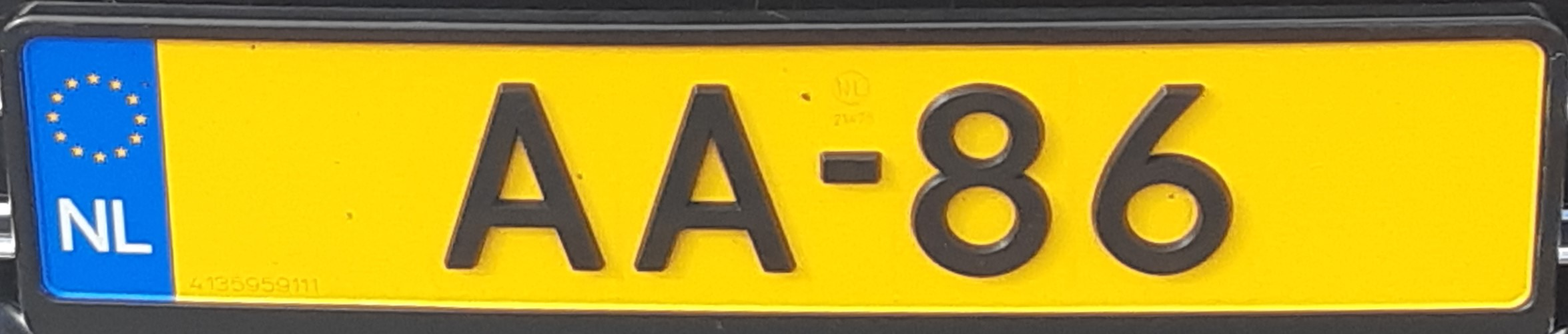

Numerele de înmatriculare în Țările de Jos au cele 12 stele ale Uniunii Europene.
Provinciile neerlandeze:
- A: Groningen (provincie)
- B: Frizia
- D: Drenthe
- E: Overijssel
- G, GZ, GX: Olanda de Nord
- H, HZ, HX: Olanda de Sud
- K: Zeelanda
- M: Gelderland
- N: Brabantul de Nord
- L: Utrecht (provincie)
- P: Limburg (Țările de Jos)
- R: zonele de peste mări